# Meilleurs buteurs du championnat d'Algérie de football
Pour les articles homonymes, voir Ballon d'or (homonymie).
Cet article présente la liste des meilleurs buteurs du championnat d'Algérie de football.

## Classement par saison
Voici depuis la saison 1964-1965, le palmarès du meilleur buteur du Championnat d'Algérie de football.
| Saison    | Meilleur buteur                                        | Club                                     | Buts | Journées |
| --------- | ------------------------------------------------------ | ---------------------------------------- | ---- | -------- |
| 1964-1965 | Hocine Saâdi                                           | NA Hussein Dey                           | 21   | 30       |
| 1965-1966 | Abdelkader Reguig (Pons)                               | ASM Oran                                 | 20   | 30       |
| 1966-1967 | Noureddine Hachouf                                     | ES Guelma                                | 18   | 22       |
| 1967-1968 | Mokhtar Kalem                                          | CR Belcourt                              | 15   | 22       |
| 1968-1969 | Abdelkader Freha                                       | MC Oran                                  | 15   | 22       |
| 1969-1970 | Hassen Lalmas                                          | CR Belcourt                              | 18   | 22       |
| 1970-1971 | Abdelkader Freha Noureddine Hammel (Mehdi)             | MC Oran                                  | 15   | 22       |
| 1971-1972 | Rabah Gamouh                                           | MO Constantine                           | 24   | 30       |
| 1972-1973 | Sid Ahmed Belkedrouci Mourad Derridj Abdelhafid Fendi  | MC OranJS KabylieMO Constantine          | 14   | 30       |
| 1973-1974 | Haddou Chaib                                           | MC Oran                                  | 17   | 30       |
| 1974-1975 | Boualem Amirouche Sid Ahmed Belkedrouci                | RC KoubaMC Oran                          | 18   | 30       |
| 1975-1976 | Mohamed Griche                                         | ES Sétif                                 | 21   | 30       |
| 1976-1977 | Mokrane Baïleche                                       | JS Kabylie                               | 20   | 26       |
| 1977-1978 | Abdesslem Bousri Mohamed Griche                        | MC Alger ES Sétif                        | 13   | 26       |
| 1978-1979 | Lakhdar Belloumi Redouane Guemri                       | MC OranASM Oran                          | 11   | 26       |
| 1979-1980 | M'hamed Bouhella                                       | ASO Chlef                                | 17   | 30       |
| 1980-1981 | Noureddine Meghichi                                    | RC Kouba                                 | 16   | 28       |
| 1981-1982 | Abdesslem Bousri                                       | MC Alger                                 | 14   | 30       |
| 1982-1983 | Abdesslem Bousri                                       | MC Alger                                 | 19   | 30       |
| 1983-1984 | Nacer Bouiche                                          | JS Kabylie                               | 17   | 30       |
| 1984-1985 | Abdelhafid Djeghal                                     | USM Annaba                               | 17   | 38       |
| 1985-1986 | Nacer Bouiche                                          | JS Kabylie                               | 36   | 38       |
| 1986-1987 | El-Hadi Khellili                                       | RC Relizane                              | 17   | 38       |
| 1987-1988 | Mohamed Benabou                                        | RC Relizane                              | 18   | 34       |
| 1988-1989 | Chawki Bentayeb                                        | USM Ain Beida                            | 19   | 30       |
| 1989-1990 | Mohamed Benabou                                        | RC Relizane                              | 13   | 30       |
| 1990-1991 | Salaheddine Benhamadi                                  | AS Ain M'lila                            | 19   | 30       |
| 1991-1992 | Abdelhafid Tasfaout                                    | MC Oran                                  | 17   | 30       |
| 1992-1993 | Abdelhafid Tasfaout                                    | MC Oran                                  | 15   | 30       |
| 1993-1994 | Tarek Hadj Adlane                                      | JS Kabylie                               | 18   | 30       |
| 1994-1995 | Tarek Hadj Adlane                                      | JS Kabylie                               | 23   | 30       |
| 1995-1996 | Mohamed Brahimi                                        | WA Tlemcen                               | 14   | 30       |
| 1996-1997 | Mohamed Djalti                                         | WA Tlemcen                               | 15   | 30       |
| 1997-1998 | Hamid Merakchi                                         | ES Mostaganem                            | 7    | 14       |
| 1998-1999 | Farid Ghazi                                            | JS Kabylie                               | 19   | 26       |
| 1999-2000 | Salim Lotfi Sahraoui                                   | MO Constantine                           | 12   | 22       |
| 2000-2001 | Issaad Bourahli                                        | ES Sétif                                 | 16   | 30       |
| 2001-2002 | Noureddine Daham Kamel Kherkhache                      | ASM OranUSM Blida                        | 13   | 30       |
| 2002-2003 | Moncef Ouichaoui                                       | USM Alger                                | 18   | 30       |
| 2003-2004 | Adel El-Hadi                                           | USM Annaba                               | 17   | 30       |
| 2004-2005 | Hamid Berguiga                                         | JS Kabylie                               | 18   | 30       |
| 2005-2006 | Hamid Berguiga                                         | JS Kabylie                               | 18   | 30       |
| 2006-2007 | Cheick Oumar Dabo                                      | JS Kabylie                               | 17   | 30       |
| 2007-2008 | Nabil Hemani                                           | JS Kabylie                               | 16   | 30       |
| 2008-2009 | Mohamed Messaoud                                       | ASO Chlef                                | 19   | 32       |
| 2009-2010 | Hadj Bouguèche                                         | MC Alger                                 | 17   | 34       |
| 2010-2011 | El Arbi Hillel Soudani                                 | ASO Chlef                                | 18   | 30       |
| 2011-2012 | Mohamed Messaoud                                       | ASO Chlef                                | 15   | 30       |
| 2012-2013 | Moustapha Djallit                                      | MC Alger                                 | 14   | 30       |
| 2013-2014 | Albert Ebossé Bodjongo                                 | JS Kabylie                               | 17   | 30       |
| 2014-2015 | Walid Derrardja                                        | MC El Eulma                              | 16   | 30       |
| 2015-2016 | Mohamed Zubya                                          | MC Oran                                  | 13   | 30       |
| 2016-2017 | Ahmed Gasmi                                            | NA Hussein Dey                           | 14   | 30       |
| 2017-2018 | Oussama Darfalou                                       | USM Alger                                | 18   | 30       |
| 2018-2019 | Zakaria Naidji                                         | Paradou AC                               | 20   | 30       |
| 2019-2020 | Mohamed Lamine Abid Abdennour Belhocini Mohamed Tiaïba | CS ConstantineUSM Bel AbbèsAS Aïn M'lila | 10   | 22       |
| 2020-2021 | Amir Sayoud                                            | CR Belouizdad                            | 20   | 38       |
| 2021-2022 | Samy Frioui                                            | MC Alger                                 | 17   | 34       |
| 2022-2023 | Mohamed Souibaâh Mohamed Toumi                         | ASO ChlefRC Arba                         | 13   | 30       |
| 2023-2024 | Ismaïl Belkacemi Youcef Belaïli                        | USM AlgerMC Alger                        | 14   | 30       |
| 2024-2025 | Adil Boulbina                                          | Paradou AC                               | 20   | 30       |

## Statistiques

### Multiples meilleurs buteurs
On remarque ainsi, qu'aucun joueur n'a été sacré meilleur buteur sous 2 maillots différents.
| Joueur                | Nombre de titres | Années             | Club       |
| --------------------- | ---------------- | ------------------ | ---------- |
| Abdesslem Bousri      | 31               | 1978, 1982 et 1983 | MC Alger   |
| Sid Ahmed Belkedrouci | 2                | 1973 et 1975       | MC Oran    |
| Mohamed Griche        | 2                | 1976 et 1978       | ES Sétif   |
| Nacer Bouiche         | 2                | 1984 et 1986       | JS Kabylie |
| Abdelhafid Tasfaout   | 2                | 1992 et 1993       | MC Oran    |
| Tarek Hadj Adlane     | 2                | 1994 et 1995       | JS Kabylie |
| Hamid Berguiga        | 2                | 2005 et 2006       | JS Kabylie |
| Mohamed Messaoud      | 2                | 2009 et 2012       | ASO Chlef  |

Note 1: Dont deux titre partagé.

### Titres de meilleurs buteurs consécutifs
Parmi les joueurs ayant au moins 2 titres de meilleur buteur, Sid Ahmed Belkedrouci, Naçer Bouiche et Mohamed Messaoud sont les seuls à ne pas s'être succédé à eux-mêmes.
- Abdesslem Bousri : 1978 et 1982, 1983
- Abdelhafid Tasfaout : 1992 et 1993
- Tarek Hadj Adlane : 1994 et 1995
- Hamid Berguiga : 2005 et 2006

### Autres records
- Le meilleur buteur avec le plus grand total de buts

Nacer Bouiche (JS Kabylie) : 36 buts lors de la saison 1985-1986.
- Le meilleur buteur avec le plus petit total de buts

Hamid Merakchi (ES Mostaganem) : 7 buts lors de la saison 1997-1998.
- Les meilleurs buteurs du championnat de nationalité étrangère

Cheick Oumar Dabo (JS Kabylie) : lors de la saison 2006-2007 (17 buts)
Albert Ebossé Bodjongo (JS Kabylie) : lors de la saison 2013-2014 (17 buts)
Mohamed Zubya (MC Oran) : lors de la saison 2015-2016 (13 buts)
- Records de titres de meilleur buteur par club

| Clas. | Club           | Nombre de buteurs | Années                                                                 |
| ----- | -------------- | ----------------- | ---------------------------------------------------------------------- |
| 1     | JS Kabylie     | 12                | 1973, 1977, 1984, 1986, 1994, 1995, 1999, 2005, 2006, 2007, 2008, 2014 |
| 2     | MC Alger       | 12                | 1972, 1973, 1974, 1978, 1979, 1980, 1982, 1983, 2010, 2013, 2022, 2024 |
| 3     | MC Oran        | 9                 | 1969, 1971, 1973, 1974, 1975, 1979, 1992, 1993, 2016                   |
| 4     | ASO Chlef      | 5                 | 1980, 2009, 2011, 2012, 2023                                           |
| 5     | ASM Oran       | 3                 | 1966, 1979, 2002                                                       |
| 5     | MO Constantine | 3                 | 1972, 1973, 2000                                                       |
| 5     | ES Sétif       | 3                 | 1976, 1978, 2001                                                       |
| 5     | RC Relizane    | 3                 | 1987, 1988, 1990                                                       |
| 5     | CR Belouizdad  | 3                 | 1968, 1970, 2021                                                       |
| 5     | USM Alger      | 3                 | 2003, 2018, 2024                                                       |
| 11    | NA Hussein Dey | 2                 | 1965, 2017                                                             |
| 11    | WA Tlemcen     | 2                 | 1996, 1997                                                             |
| 11    | RC Kouba       | 2                 | 1975, 1981                                                             |
| 11    | USM Annaba     | 2                 | 1985, 2004                                                             |
| 11    | Paradou AC     | 2                 | 2019, 2025                                                             |
| 15    | ES Guelma      | 1                 | 1967                                                                   |
| 15    | USM Ain Beida  | 1                 | 1989                                                                   |
| 15    | AS Ain M'lila  | 1                 | 1991                                                                   |
| 15    | ES Mostaganem  | 1                 | 1998                                                                   |
| 15    | USM Blida      | 1                 | 2002                                                                   |
| 15    | MC El Eulma    | 1                 | 2015                                                                   |
| 15    | RC Arba        | 1                 | 2023                                                                   |